# Vương Tâm Lăng
Vương Tâm Lăng (tiếng Trung: 王心凌; bính âm: Wáng Xīnlíng; sinh ngày 5 tháng 9 năm 1982) là một ca sĩ, diễn viên Đài Loan. Vương Tâm Lăng thành thạo 5 thứ tiếng: tiếng Phổ Thông, tiếng Khách Gia (Hakka), tiếng Mân Nam, tiếng Nhật và tiếng Anh.

## Thông tin khác
- Thú vui: Ăn trái cây
- Màu sắc: Đen, trắng và xanh lá cây
- Mùa: Thu
- Nam diễn viên: Mel Gibson, Sean Penn
- Nữ diễn viên: Trương Mạn Ngọc
- Ca sĩ: Vương Phi, Suzanne Vega
- Sách: 24 Billies
- Giải thích việc "Vương Tâm Lăng phẫu thuật thẩm mỹ thất bại"

Vương Tâm Lăng đang quay phim mới "Cố lên, Mỹ Lạc", chỉ còn 1 ngày là đóng máy, lại mắc phải viêm mô tế bào thần kinh mặt. Từ phía cầm phải, mũi đến giữa hai mày sưng đỏ. Bác sĩ nói, tình huống nghiêm trọng nhất có thể dẫn đến viêm màng não, mất cân bằng thần kinh mặt, thậm chí mô hoại tử.
Theo tin tức "Thời báo Trung Quốc" Đài Loan, Vương Tâm Lăng bị rách miệng, môi sưng lên. Cô không để ý, dùng kem che khuyết điểm che lại sau đó liên tục quay phim 2 ngày, mặt phải sưng càng lớn, cô tiêm thuốc liên tiếp 2 ngày, mặt vẫn cứ sưng. Công ty quản lý thấy tình hình không ổn, ngày 25 đưa cô đến bệnh viên lớn, vì rách miệng nhiễm phải vi khuẩn, cộng thêm quay phim vất vả, sức đề kháng quá yếu, bác sĩ chẩn đoán là viêm mô tế bào thần kinh mặt. Mấy ngày nay cô sưng đỏ nóng rát, cần có thuốc giảm đau mới có thể ngủ, cân nặng giảm hẳn, gầy thành tờ giấy.

## Tuổi thơ
Tuổi thơ của Vương Tâm Lăng rất cơ cực, từ nhỏ cô đã sống thiếu tình thương của cha, một mình mẹ cô làm lụng vất vả nuôi 2 con, sống chen chúc trong một căn phòng nhỏ chừng 5m², có khi ba mẹ con phải ăn chung một hộp cơm chỉ đủ để lót dạ. Lúc mẹ vắng nhà, Vương Tâm Lăng giúp mẹ trông nom cậu em trai nhỏ hơn cô 5 tuổi. Vì thế, từ nhỏ Vương Tâm Lăng đã là cô bé kiên cường, hành động độc lập và hiểu chuyện. Sau này gia nhập ngành giải trí, tuy kiếm được nhiều tiền nhưng Vương Tâm Lăng chi tiêu rất tiết kiệm, để dành dụm tiền mua nhà cho mẹ và lo cho em trai ăn học đến nơi đến chốn.

## Sự nghiệp
Vương Tâm Lăng tốt nghiệp trường nghệ thuật Okazaki, Đài Bắc và hoàn thành một khóa học Kịch tại trường nghệ thuật Hoa Cương. Năm 20 tuổi, những công ty đĩa hát bắt đầu chú ý đến Vương Tâm Lăng khi cô trở thành Quán quân cuộc thi "Giọng ca trẻ tài năng Đài Loan". Vương Tâm Lăng đã đồng ý hợp tác với công ty đĩa Ngải Hồi và trở thành thành viên của công ty quản lý Avex năm 2003. Trước đó,cô cũng từng tham gia rất nhiều cuộc thi ca hát khác nhau từ khi còn nhỏ tuổi và cũng tham gia đóng một số vai diễn trong các bộ phim truyền hình địa phương của Đài Loan như "The Car Is In Pursuit" (車正在追) năm 1999. Vương Tâm Lăng cũng tham gia đóng trong các video ca nhạc của các ca sĩ khác trước khi cô bắt đầu sự nghiệp, như MV "Reminding 紀念" - Thái Kiện Nhã năm 2000, MV "變質" - Dan Kangjun, MV "許瑋倫 天使的翅膀" - Hứa Vĩ Luân, MV "NA NA NA" - Kenji Wu và nhiều MV khác. Vương Tâm Lăng cũng từng sản xuất hai ca khúc nằm trong Album "Magic Cyndi" và "Fly!Cyndi"(2007). Sáng tác mới nhất "Sticky"(黏黏黏黏) của cô đã được chọn làm bài hát mở đầu cho bộ phim truyền hình "Love Keeps Going" (2011).
Sau một cuộc thi tại Avex, Vương Tâm Lăng được đưa đến Nhật Bản để học vũ đạo và ca hát trong vòng 3 tháng từ các giảng viên nổi tiếng. Cô đã học một cách nhanh chóng và vô cùng thành công. Cô nhận được chứng nhận tốt nghiệp với kết quả ấn tượng từ Avex Trax Nhật Bản. Những thành tựu đó đã giúp cô có được bản hợp đồng với Avex Trax Đài Loan và bắt đầu sự nghiệp trong ngành giải trí.
Debut năm 2003, Vương Tăm Lăng hoạt động rất tích cực. Cô đã cho ra mắt 8 studio album và 3 đĩa nhạc tổng hợp. Đồng thời cô cũng có nhiều concert riêng cùng các hoạt động quảng bá ấn tượng.
Vào tháng 6/2008, hợp đồng giữa Vương Tâm Lăng và Emi chính thức hết hạn, cô xác nhận thông tin gia nhập công ty Daystar. Công ty đĩa hát được ấn định hiện tại là Gold Typhoon Music (Đài Loan).
Vương Tâm Lăng là người sở hữu doanh số bán hàng cá nhân hơn 10 triệu đĩa trên toàn châu Á.

## Đời tư
Năm 2000, Vương Tâm Lăng bắt đầu hẹn hò với nam diễn viên Phạm Thực Vỹ. Trong thời gian yêu nhau, Phạm Thực Vỹ đã vài lần qua lại với những cô gái khác, thậm chí còn không phủ nhận việc từng động tay động chân và gây tổn thương cho bạn gái. Năm 2006, hai người chia tay. 5 năm sau, Phạm Thực Vỹ bất ngờ đăng tải những bức hình thân mật của mình với Vương Tâm Lăng lên mạng xã hội. Chưa dừng ở đó, nam diễn viên còn phát biểu trước báo giới nhiều thông tin nhạy cảm về đời sống riêng tư của Vương Tâm Lăng. Vương Tâm Lăng hoàn toàn sụp đổ hình tượng ngoan hiền, sự nghiệp lao dốc, rơi vào tình trạng suy sụp tinh thần nghiêm trọng; tuy vậy, Phạm Thực Vỹ vẫn nhất quyết không chịu buông tha, tiếp tục công khai những bức hình nhạy cảm của cả hai trong quá khứ. Sau hành động được cho là nhằm mục đích trả thù tình cũ này của Phạm Thực Vỹ, nam diễn viên cũng bị khán giả tẩy chay và biến mất dần khỏi giới giải trí.
Năm 2012, Vương Tâm Lăng bắt đầu hẹn hò với tài tử Diêu Nguyên Hạo. Mối tình của hai người được dư luận chú ý vì Diêu Nguyên Hạo đã chia tay bạn gái nhiều năm là siêu mẫu Tùy Đường để đến với cô. Hai người chia tay vào đầu năm 2017. Sau đó mấy tháng, Diêu Nguyên Hạo bị cho rằng đã phát tán ảnh lúc ngủ của Vương Tâm Lăng, nhưng nam diễn viên phủ nhận việc này.

## Đại diện thương hiệu & Quảng cáo
Cô là người mẫu cho nhiều nhãn hiệu nổi tiếng: Bake, Skechers, Goto, 7-Eleven, Knights Bridge, Pocky, Garnier, Clairol, Diesel, Purism, 2Sweet,... và mới đây nhất là HyperX Cloud Headphones.

## Liveshow & Concert

### Live Show
- Ngày 26 tháng 6, 2004: 夢幻遊園地演唱會 - Cyndi in Dreamland
- Ngày 02 tháng 4, 2005: 感謝Honey甜蜜慶功演唱會 - Honey Celebration Concert
- Ngày 14 tháng 01, 2006: Cyndi No.1 慶功演唱會
- Ngày 10 tháng 11, 2007: Sweetheart Leader Cyndi Wang Genting Concert in Malaysia
- Ngày 03 tháng 07, 2011: 大黏特黏音樂會 - (Sticky)x2 Live
- Ngày 05 tháng 09, 2012: 鬍鬚稅小慶典 - Happy Birthday Live Party
- Ngày 04 tháng 01, 2013: 愛不愛Live演唱會 - Love Or Not Live
- Ngày 12 tháng 01, 2013: 愛不愛專輯首唱會 - Love Or Not Album Premiere Live
- Ngày 14 tháng 11, 2015: 王心凌甜蜜PARTY舞動YY玩唱會
- Ngày 25 tháng 01, 2019: CYNDILOVES2SING 愛。心凌音樂分享會 - Music Session
- Ngày 06 tháng 12, 2020: 私·心音樂分享會 - Music Session

### Large-scale concert ticket
2016:
- 《Cyndi Wants!》 World Tour

2019:
- 《CYNDILOVES2SING 愛。心凌》  Concert Tour

2023:
- 《SUGAR HIGH》 World Tour
  1. Ngày 23 tháng 09, 2023 (Đài Bắc) - Sân vận động Đài Bắc
  2. Ngày 24 tháng 09, 2023 (Đài Bắc) - Sân vận động Đài Bắc
  3. Ngày 14 tháng 10, 2023 (Thượng Hải) - Sân vận động Mercedes Benz
  4. Ngày 21 tháng 10, 2023 (Vô Tích) - Sân vận động thể thao trung tâm Vô Tích
  5. Ngày 28 tháng 10, 2023 (Phúc Châu) - Trung tâm thể thao Olympic eo biển Phúc Châu
  6. Ngày 04 tháng 11, 2023 (Quảng Châu) - Nhà thi đấu Quảng Châu
  7. Ngày 11 tháng 11, 2023 (Trịnh Châu) - Trung tâm thể thao Olympic Trịnh Châu
  8. Ngày 25 tháng 11, 2023 (Vũ Hán) - Trung tâm thể thao Vũ Hán
  9. Ngày 02 tháng 12, 2023 (Trùng Khánh) - Trung tâm triển lãm quốc tế Trùng Khánh
  10. Ngày 16 tháng 12, 2023 (Tây An) - Trung tâm thể thao Olympic Tây An
  11. Ngày 13 tháng 01, 2024 (Thâm Quyến) - Trung tâm thể thao Vịnh Thâm Quyến
  12. (Dự kiến) Bắc Kinh
  13. (Dự kiến) Thành Đô
  14. (Dự kiến) Nam Kinh
  15. (Dự kiến) Tô Châu
  16. (Dự kiến) Ninh Ba
  17. (Dự kiến) Phật Sơn
  18. (Dự kiến) Hàng Châu
  19. (Dự kiến) Trường Sa
  20. (Dự kiến) Hạ Môn
  21. (Dự kiến) Thái Nguyên
  22. (Dự kiến) Macao
  23. (Dự kiến) Singapore
  24. (Dự kiến) Malaysia

## MV

### Ca sĩ khác
1. Spent Marry Yarn (花的嫁纱)
2. The Love of Heaven (爱的天国)[4]
3. Love Refueling (爱情加油)[5]
4. Rainbow Smile (彩虹的微笑)
5. I do
6. Dusk dawn (黄昏晓)

### Vương Tâm Lăng
1. Dày Vò (煎熬) (ft. Tôn Hiệp Chí)[6]
2. Powerpuff Girls (飞天小女警)
3. NA NA NA (Với Ngô Khắc Quần)
4. Angel Wings (天使的翅膀) (Với STARS)
5. Twilight Playground (暮光操场) (Với STARS)
6. EveryHeart
7. I will

## Âm nhạc

### Studio album
| STT | Ngày phát hành       | Tên album                              | Hãng thu âm            |
| --- | -------------------- | -------------------------------------- | ---------------------- |
| 1   | 24 thàng 2, 2003     | Begin... (Begin...)                    | Avex Taiwan            |
| 2   | 26 tháng 3 năm 2004  | Cyndi Loves You 愛你 (Cyndi Loves You) | Avex Taiwan            |
| 3   | 18 tháng 2 năm 2005  | Honey (Honey)                          | Avex Taiwan            |
| 4   | 27 tháng 12 năm 2005 | Cyndi with U (Cyndi with U)            | Avex Taiwan            |
| 5   | 30 tháng 4 năm 2007  | Magic Cyndi (Magic Cyndi)              | Avex Taiwan            |
| 6   | 30 tháng 11 năm 2007 | Fly! Cyndi (Fly! Cyndi)                | Avex Taiwan            |
| 7   | 4 tháng 12 năm 2009  | H2H (心電心)                           | Gold Typhoon           |
| 8   | 27 tháng 5 năm 2011  | Sticky (黏黏黏黏)                      | Gold Typhoon           |
| 9   | 30 tháng 11 năm 2012 | Love or Not (愛不愛)                   | Universal Music Taiwan |
| 10  | 25 tháng 7 năm 2014  | The 10th Cyndi (第十个王心凌)          | Universal Music Taiwan |
| 11  | 4 tháng 12 năm 2015  | Dare not to dare (敢要敢不要)          | Universal Music Taiwan |
| 12  | 7 tháng 12 năm 2018  | CYNDILOVES2SING 愛·心凌                | Universal Music Taiwan |
| 13  | 12 tháng 10 năm 2023 | BITE BACK                              | Sony Music Taiwan      |

### Collection
| Tên album                           | Ngày phát hành       | Hãng thu âm            |
| ----------------------------------- | -------------------- | ---------------------- |
| Cyndi 2005 New+Best Selection       | 26 tháng 7 năm 2005  | Avex Taiwan            |
| Red Cyndi 2008 New + Best Selection | 29 tháng 2 năm 2008  | Avex Taiwan            |
| Beautiful Day New + Best Selection  | 13 tháng 11 năm 2009 | Avex Taiwan            |
| My! CyndiI!                         | 20 tháng 9 năm 2020  | Universal Music Taiwan |

### Album Live
| Tên Live Show      | Ngày Phát hành     | Hãng Thu Âm |
| ------------------ | ------------------ | ----------- |
| Dream Park Concert | 3 tháng 9 năm 2004 | Avex        |

### Nhạc phim
| Năm  | Tên Ca Khúc        | Hãng Thu Âm | Ghi Chú |
| ---- | ------------------ | ----------- | ------- |
| 2004 | Áo Cưới Thiên Quốc | Avex        |         |
| 2006 | Tình Cơ            | EMI Taiwan  |         |
| 2018 | Vật Đổi Sao Dời    |             |         |

### Single
1. Dày Vò (ft. Tôn Hiệp Chí)
2. 因为爱（ft. 乔杰立群星）
3. Touch Me! - Powerpuff Girls Z (Phiên bản Đài Loan)
4. NANANA (ft. Ngô Khắc Quần)
5. Angel Wings (ft. STARS)
6. Twilight playground (暮光操场) (ft. STARS)
7. I will
8. Every Heart
9. Yêu X Yêu
10. Oan Gia Lộ Trách (冤家路窄) (ft. Đồng Mộng Thực)

## Phim

### Phim truyền hình
| Năm  | Tên                                         | Vai diễn                                    |
| ---- | ------------------------------------------- | ------------------------------------------- |
| 2000 | The Car Is In Pursuit (車正在追)            | Sữa bò (牛奶)                               |
| 2003 | Thiếu Niên Tây Nhai (西街少年)              | Thẩm Ngân Hà (沈銀荷)                       |
| 2004 | Áo Cưới Thiên Quốc (天國的嫁衣)             | Đào Ngải Thanh (陶艾青)                     |
| 2005 | Big Bear Doctor (大熊医师家)                | Khách mời (Tập 46)                          |
| 2006 | Tình cờ                                     | Thành Hiểu Thi (成曉詩)                     |
| 2009 | Tiểu Muội Đào Hoa (桃花小妹)                | Trần Đào Hoa (陳桃花)                       |
| 2011 | Love Keeps Going (美樂加油)                 | Tra Mĩ Lạc (查美樂) / Hà Ngôn Thấm (何言沁) |
| 2013 | Second Life - Lối về Hạnh Phúc (幸福選擇題) | Lý Ân Trân (黎恩真) / Trần Chi Chi (陳姿姿) |

### Phim điện ảnh
| Năm  | Tên                           | Vai diễn                     |
| ---- | ----------------------------- | ---------------------------- |
| 2000 | The Cabbie (运转手之恋)       | Tân lang Tây Thi (Khách mời) |
| 2008 | Candy Rain                    | Tiểu Vân                     |
| 2016 | Go! Crazy Gangster (风云高手) | Liệu Tiểu Vân (廖小云)       |

### Phim ngắn
| Năm  | Tên                        | Vai diễn                              |
| ---- | -------------------------- | ------------------------------------- |
| 2004 | 100 Lover (100分的戀人)    | Đóng chung với Lâm Tuấn Kiệt (JJ Lin) |
| 2004 | Watermelon Milk (西瓜牛奶) | Đóng chung với Lâm Tuấn Kiệt (JJ Lin) |
| 2006 | Wind Leaves (風樹葉子)     |                                       |
| 2015 | 爱的圆舞曲                 | Hà Tương Tương (何湘湘)               |

## Lồng tiếng
| Năm  | Tên                         | Vai diễn                   |
| ---- | --------------------------- | -------------------------- |
| 2007 | Ratatouille (Chuột Đầu Bếp) | Colette Tatou (Lồng tiếng) |

## Show truyền hình
| Năm  | Tên                                 |
| ---- | ----------------------------------- |
| 2014 | Minh Tinh Gia Tộc                   |
| 2015 | Hurry Up, Brother                   |
| 2016 | Liên Minh Người Thách Thức Mùa 2    |
| 2016 | Sự Lựa Chọn Của Nữ Thần             |
| 2022 | Tỷ tỷ đạp gió rẽ sóng mùa 3         |
| 2022 | Gặp gỡ mây ngũ sắc/ ước hẹn tinh tú |

## Giải thưởng

### Năm 2003
- Malaysian Golden Melody Awards - Nghệ sĩ mới xuất sắc nhất
- Canada HIT Chinese Songs - Nữ nghệ sĩ phổ biến nhất (Mandarin) Giải đồng
- Singapore Local Record -Album bán chạy nhất "Begin..."

### Năm 2004
- Phúc Kiến Đông Nam TV - Nghệ sĩ mới xuất sắc nhất
- Yahoo Yahoo! Search - Người nổi tiếng được tìm kiếm nhiều nhất
- Hạng Nhất BXH RIAS Charts tại Singapore- Album "Cyndi Loves You"

### Năm 2005
- Giải thưởng HITO Pop Music Top 10 bài hát - "Yêu Anh" (愛你)
- Vương Tâm lăng trở thành ngườiđầu tiên xuất hiện trên bìa tạp chí "ELLE GIRL" số tháng 2
- Giải thưởng Thời trang Thượng Hải 2005 - "Fashion Newcomer Award"
- HIT FM - Chiến thắng trong cuộc bình chọn dành cho học sinh
- Second Music King - Giải nghệ sĩ Đài Loan mới xuất sắc
- Giải thưởng Music sound recording Choice
- Top 10 bài hát tiếng Trung dành cho mùa hè
- KKBOX Online Music Billboard - Top 10 nghệ sĩ
- South East Satellite TV - Các bài hát hay nhất
- Top 10 bài hát vàng tiếng Trung
- Ca khúc "Honey" Đứng thứ 5 trong danh sách các bài hát tiếng Trung được truy cập trên toàn cầu
- Music Radio China Top Ranking campus Popular Award
- Giai điệu vàng - Music Radio China Top cho ca khúc "Honey"
- The Sound of Music in Beijing - Best Recommended LP

### Năm 2006
- TVBS Chinese Golden Song Top Ten album - "Honey"
- Chinese wind Shang Dadian - "Shopping Guide Fashion Newcomer Award"
- Network entertainment hero - "Cặp đôi phổ biến nhất trên màn ảnh" (với Minh Đạo)
- Giải "Nghệ sĩ phổ biến tại Đài Loan"
- TVBS Chinese Golden Song Top Best modeling album - "Honey"
- Đông Nam Madden Music Billboard Awards - Nghệ sĩ phổ biến nhất tại Hong Kong và Đài Loan
- Đông Nam Madden Music Billboard Awards - Video âm nhạc xuất sắc nhất
- Top 10 bài hát tại giải thưởng âm nhạc Malaysia Entertainment Association - "Mi mắt cong cong" nằm trong album "Cyndi With U"
- Giải thưởng The first mobile M.MUSIC wireless music - Album bán chạy nhất
- Sina O'Connell 2006 Internet Festival - Nghệ sĩ nữ của năm
- Network entertainment hero - Nghệ sĩ nữ phổ biến nhất
- Chinese music network list - Top 10 bài hát với "Mi mắt cong cong" nằm trong album "Cyndi With U"
- Giải thưởng MTV Gods Music - Top 20 nghệ sĩ nổi tiếng nhất
- KKBOX Online Music Billboard - Top 10 nghệ sĩ nổi tiếng

### Năm 2007
- Dynamic 101 Special - Giải thưởng "City Star"
- 2nd KKBOX Online Music Billboard - Top 10 Single của năm "Em sẽ ổn thôi" nằm trong album "Cyndi With U"
- 2nd KKBOX Online Music Billboard - Top 10 Album "Cyndi With U"
- 2nd KKBOX Online Music Billboard - Soundtrack của năm trong bộ phim "Simle Pasta"
- Hito popular Music Awards - Top 10 bài Hits với "Mi mắt cong cong" nằm trong album "Cyndi With U"
- 2nd The YHC pop charts 2007 - "Nghệ sĩ Đài Loan phổ biến nhất"
- 2nd The YHC pop charts 2007 - Album phổ biến nhất
- 2nd YHC top tracks of the 2007 - Bài hát phổ biến nhất của năm
- 7th Annual Billboard Music awards - Nghệ sĩ nữ phổ biến nhất

### Năm 2008
- CCTV & MTV Music Awards - Top 5 nghệ sĩ nữ tại Đài Loan
- Wireless Entertainment Search Billboard - Top 10 album với "Red Cyndi (Remember Every Dream)"
- Wireless Entertainment Search Billboard - Ca sĩ nữ phổ biến nhất
- 5th Music King Global Chinese music annual general election awards - Nghệ sĩ nữ phổ biến nhất
- 5th Music King Global Chinese music annual general election awards - Giải Mandarin Golden Melody
- 6th Music Radio Chinese TOP Top Golden Melody Awards - Nghệ sĩ được yêu thích
- 6th Music Radio Chinese TOP Top Golden Melody Awards - Giải Campus Popular
- 6th Music Radio Chinese TOP Top Golden Melody Awards - Giải "Giai điệu vàng" cho ca khúc "Thiên linh linh tình yêu"(Album Magic Cyndi)
- Top award the annual Golden Melody - Nghệ sĩ phổ biến nhất tại Hong Kong và Đài Loan
- Top award the annual Golden Melody - Nghệ sĩ được yêu thích
- Apple Love Song - Bài hát được yêu thích cho ca khúc "Thì ra đây chính là con người thật của anh"(Album Magic Cyndi)

### Năm 2009
- Baidu Entertainment Boiling Point - Bài hát chủ đề được yêu thích "Thích anh,làm sao đây?" (OST "Momo Love")
- Taiwan superstar Red and White Art Awards - Vote trực tuyến giải "Nghệ sĩ nữ phổ biến nhất"
- U.S. men's magazine "COMPLEX Magazine" - Top 10 phụ nữ quyến rũ
- YaHoo Yahoo! Top 10 nghệ sĩ nữ phổ biến
- Music Pioneer list năm 2009 - Nữ ca sĩ tốt nhất
- Music Pioneer list năm 2009 - Ca sĩ nhạc Dance tốt nhất
- Music Pioneer list năm 2009 - Nữ ca sĩ hổ biến nhất tại Đại Lục
- Music Pioneer list năm 2009 - Bài hát phổ biến nhất

### Năm 2010
- The Metro Mandarin force of Hong Kong Prize Presentation Ceremony 2011 - Ca sĩ châu Á phổ biến
- RTHK Music Charts
- Top 10 nữ diễn viên với hình ảnh trong sáng
- 2010 CCTV Star "the child's choices - Happy Festival" - Nữ ca sĩ được yêu thích nhất
- Nữ nghệ sĩ có thời trang tốt nhất
- FM Sound of the City Extreme Gold List - bài hát "Em vẫn ổn,còn anh thì sao?"(Album"H2h")
- Hit List - bài hát "Em vẫn ổn,còn anh thì sao?"(Album"H2h")

### Năm 2011
- Hoa đỉnh 2011 - Nữ diễn viên thần tượng được yêu thích nhất trong phim "Mỹ Lạc,cố lên!"[8]
- The CETV Asia's Top 10 Reds - Top 10 nghệ sĩ châu Á
- 2011 Apple Entertainment Music Awards - Top 10 ca khúc gây bão dành cho ca khúc "Don't cry" (Album "Sticky)
- Second session of Next Magazine Entertainment Awards - Top 10 nghệ sĩ nổi tiếng nhất